# Turftorenstraat
De Turftorenstraat in Groningen loopt van de Grote Kromme Elleboog naar het Hooge der Aa. Het is een betrekkelijk rustige straat waar wel een van de oudste cafés van de stad is gevestigd,  de Wolthoorn. Het café wordt met name bezocht door lokale politici en juristen. Schuin tegenover het café is de hoofdvestiging van de juridische faculteit van de Rijksuniversiteit Groningen.
De straat is vernoemd naar de Turftoren in de 13e-eeuwse stadsmuur, die tot halverwege de zestiende eeuw aan het einde van de straat heeft gestaan.

## Monumenten
De rijks- en gemeentelijke monumenten aan de Turftorenstraat zijn:
| Object               | Bouwjaar                   | Omschrijving                              | Monument  | Afbeelding |
| -------------------- | -------------------------- | ----------------------------------------- | --------- | ---------- |
| Turftorenstraat 1/1a | 16e eeuw                   |                                           | GM 103369 |            |
| Turftorenstraat 5    |                            |                                           | GM        |            |
| Turftorenstraat 7    | Voorhuis 16e eeuw          | Voormalig pand redactie Groninger Dagblad | RM 18708  |            |
| Turftorenstraat 8    |                            |                                           | RM 18711  |            |
| Turftorenstraat 11   |                            |                                           | GM        |            |
| Turftorenstraat 12   |                            |                                           | GM        |            |
| Turftorenstraat 13   |                            | Juridische faculteit                      | RM 18709  |            |
| Turftorenstraat 14   |                            |                                           | GM        |            |
| Turftorenstraat 15   |                            | Juridische faculteit                      | RM 18710  |            |
| Turftorenstraat 19   | 1870                       |                                           | GM 103396 |            |
| Turftorenstraat 22   | 17e eeuw                   |                                           | GM 106318 |            |
| Turftorenstraat 24   | 16e/17e eeuw Verbouwd 1850 |                                           | GM 103408 |            |
| Turftorenstraat 26   | 17e eeuw Voorgevel 1850    |                                           | RM 486495 |            |
| Turftorenstraat 28   |                            |                                           | RM 18712  |            |
| Turftorenstraat 38   | 18e eeuw                   |                                           | RM 18713  |            |

Achter de Muur · 
Akerkhof · 
Akerkstraat · 
Broerstraat · 
Brugstraat ·
Bruine Ruiterstraat ·
Burchtstraat · 
Butjesstraat ·
Carolieweg ·
Coehoornsingel · 
Donkersgang · 
Driften · 
Emmaplein · 
Folkingestraat · 
Folkingedwarsstraat ·
Ganzevoortsingel · 
Gasthuisstraatje ·
Gedempte Kattendiep ·
Gedempte Zuiderdiep ·
Gelkingestraat ·
Grote Kromme Elleboog ·
Grote Markt ·
Guldenstraat ·
Guyotplein ·
Haddingestraat ·
Haddingedwarsstraat ·
Hardewikerstraat ·
Hereplein · 
Herebinnensingel ·
Heresingel ·
Herestraat ·
Hoekstraat ·
Hofstraat ·
Hoge der A ·
Hoogstraatje ·
Jacobijnerstraat ·
Kleine der A ·
Kattenhage ·
Kleine Kromme Elleboog ·
't Klooster ·
Kostersgang ·
Koude Gat ·
Kreupelstraat ·
Kwinkenplein ·
De Laan ·
Lage der A ·
Lopende Diep ·
Lutkenieuwstraat ·
Marktstraat ·
Martinikerkhof ·
Munnekeholm ·
Muurstraat ·
Naberstraat ·
Nieuwe Boteringestraat ·
Nieuwe Ebbingestraat ·
Nieuwe Kerkhof ·
Nieuwe Kijk in 't Jatstraat ·
Nieuwe Markt ·
Nieuwstad ·
Noorderhaven ·
Oosterstraat ·
Ossenmarkt ·
Oude Boteringestraat ·
Oude Ebbingestraat ·
Oude Kijk in 't Jatstraat ·
Papengang ·
Pausgang · 
Pelsterstraat ·
Peperstraat ·
Poelestraat ·
Praediniussingel ·
Rademarkt ·
Radesingel ·
Reitemakersrijge ·
Rode Weeshuisstraat ·
Schoolstraat · 
Schoolholm · 
Schuitemakersstraat ·
Schuitendiep · 
Sieboldsgang · 
Singelstraat · 
Sint Jansstraat ·
Sint Walburgstraat ·
Spilsluizen ·
Stationsstraat ·
Steentilstraat ·
Stoeldraaierstraat · 
Torenstraat · 
Turfstraat ·
Turfsingel ·
Turftorenstraat ·
Ubbo Emmiussingel ·
Vismarkt ·
Visserstraat ·
Waagstraat ·
Zoutstraat ·
Zwanestraat